# =LOVE
=LOVE（イコールラブ）は、日本の10人組女性アイドルグループ（声優ユニット）。指原莉乃のプロデュースにより、2017年4月29日に誕生した。所属事務所は代々木アニメーション学院。所属レーベルはSACRA MUSIC（ソニー・ミュージックエンタテインメント）。愛称は「イコラブ」。

## 概要

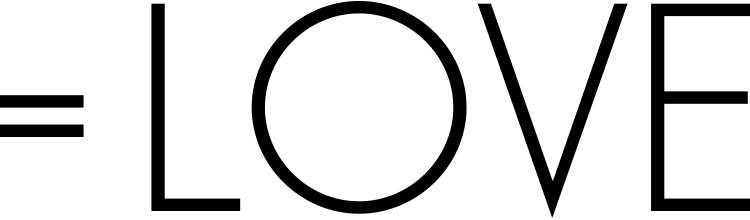
LOVEのロゴマーク

指原莉乃が、声優学校として著名な代々木アニメーション学院による、「声優教育」を施した新しい「声優アイドル」をプロデュースする経緯から、2017年に発足した。
グループ名には、「アイドルはファンに愛されなければならない」、「アイドルという仕事を愛さなければならない」という意味が込められている。
2022年現在、メンバーの在籍人数は10名。
姉妹グループとして「≠ME」、「≒JOY」がある。

## 略歴

### 2017年
- 1月28日、指原莉乃が記者会見を行い、「代々木アニメーション学院 Presents 指原莉乃プロデュース声優アイドルオーディション」に関する発表をリリース。指原莉乃プロデュースによる新たな声優アイドルグループの発足が発表[4]。
- 4月29日、オーディションの最終審査が行われ、13名が合格（後に1名辞退）。同時に、グループ名が「=LOVE（イコールラブ）」になることが発表[5]。
- 8月5日、「TOKYO IDOL FESTIVAL2017」で初ライブ[6]。
- 9月6日、SACRA MUSICより、デビュー・シングル「=LOVE」が発売[6]。
- 10月8日・9日 『=LOVEアイドル武者修行〜アイアシアター、おじゃまします!〜』（AiiA 2.5 Theater Tokyo、計3公演）[7]。トーク＋ライブの内容。
- 11月1日 - 12月25日 「=LOVE Xmas」（キラリナ京王吉祥寺）[8]。
- 11月15日、メンバーが不定期来店するコラボカフェがオープン[9]。
- 11月25日 「=LOVE Xmas」の一環であるライブを含むミニイベント（キラリナ京王吉祥寺屋上）[8]。
- 12月6日、2ndシングル「僕らの制服クリスマス」が発売[10]。

### 2018年
- 1月4日、ラグーナミュージックフェス（ラグーナテンボス）に出演[11]。
- 1月11日、はなまるうどんの「美と健康プロジェクト」のアンバサダーに起用、コラボ開始[12]。
- 1月19日 - 2月18日 =LOVE Valentine（AREA-Q、原宿）が、期間限定でオープン[13]。
- 2月15日 - 18日 舞台あにてれ×=LOVEステージプロジェクト『けものフレンズ』（AiiA 2.5 Theater Tokyo、計6公演）[14]。
- 2月24日 「MTV LIVE MATCH」にオープニングアクトとして出演（パシフィコ横浜国立大ホールでライブイベント） [15]。
- 2月28日、3周年を迎えたJR大分シティ（アミュプラザ大分）の、「だって、大分LOVE」キャンペーンキャラクターに就任（任期1年）[16]。
- 3月14日 BSスカパー!大型音楽番組『スカパー!音楽祭2018』に出演[17]。
- 3月18日 アミュプラザ大分グランドリニューアル記念イベント（3月17-18日）2日目に於いて、トークイベントとライブ開催[18]。翌19日、「5スタ」（OAB大分朝日放送、生出演）と「イブニングニュース」（OBS大分放送、録画）の出演の他に、キャンペーン活動を行う。
- 3月24日 「メガポートフェス」（駁二芸術特区、台湾‧高雄市）に出演[19]。
- 3月25日  Syntrend 三創生活園区（台湾‧台北市）で単独公演[20]。
- 4月1日「上を向いて歩こう〜つなげよう! 日本伝統文化〜」（松本梨香「まんまるプロジェクト」主催、横浜市南公会堂）に出演[21]。
- 5月16日、3rdシングル「手遅れcaution」が発売。
- 7月16日-22日 2.5次元舞台「ガールフレンド（仮）」を、品川プリンスホテル クラブeXにて開催（計10公演）。
- 8月28日、大学対抗 女子大生アイドル日本一決定戦「UNIDOL」にてサプライズゲスト出演[22]。
- 9月6日、「デビュー1周年記念プレミアムイベント」が、Zeep Diver City TOKYOにて開催。
- 10月17日、4thシングル「Want you! Want you!」が発売。
- 12月23日、クリスマスライブを天王洲銀河劇場にて開催。

### 2019年
- 1月1日、元日公演を、天王洲銀河劇場にて開催。
- 2月16日、1stコンサート「初めまして、＝LOVEです。」が昭和女子大学人見記念講堂にて開催[23]。
- 2月24日、姉妹グループ≠MEのお披露目会見が行われた[24]。
- 4月11日、ファーストツアー『今、この船に乗れ!』。愛知・Zepp Nagoyaを皮切りに、4月13日に大阪・BIG CATを経て、4月19日に東京・Zepp Tokyoでファイナル[23]。
- 4月24日、5thシングル「探せ ダイヤモンドリリー」が発売。
- 8⽉17⽇、≠MEとの合同コンサート「＝LOVE ≠ME スペシャルコンサート『24 girls』」が日比谷野外音楽堂にて開催[25]。
- 9月12日、「=LOVE デビュー2周年記念コンサート」が中野サンプラザホールにて開催[26]。
- 10月30日、6thシングル「ズルいよ ズルいね」が発売。
- 12月25日、初の5都市の全国ツアー「=LOVE Winter Tour『866』」は仙台・Rensaを皮切りに、12月27日に福岡・Drum LOGOS、2020年1月10日に名古屋・Zepp Nagoya、1月12日に大阪・Zepp Namba（OSAKA）を経て、1月17日に東京・Zepp Tokyoでファイナル[27][28]。

### 2020年
- 6月27日、無観客ライブ「次に会えた時 何を話そうかな」が天王洲 銀河劇場にて開催[29]。
- 7月8日、7thシングル「CAMEO」が発売[30][注釈 1]。
- 9月2日、初の映像作品『=LOVE 1stコンサート「初めまして、＝LOVEです。」』&『=LOVE デビュー2周年記念コンサート』が同時発売[32]。
- 9月6日、「=LOVE 3rd ANNIVERSARY PREMIUM CONCERT」をパシフィコ横浜 国立大ホールにて開催[33]。
- 10月24日、≠MEとの合同コンサート「=LOVE ≠ME スペシャルコンサート『24girls 2020』」がぴあアリーナMMにて開催[34]。
- 11月25日、8thシングル「青春“サブリミナル”」が発売[35]。
- 11月27日、WINTER TOUR 『You all are "My ideal" 』TDCホールでの初公演を皮切りに、12月4日に大宮ソニックシティホール、同月19・20日に松戸市文化会館森のホール21公演を経て、翌2021年1月16・17日に日本武道館公演でファイナル[34]。

### 2021年
- 2月12日、『=LOVE×Tカード』発行[36]。
- 5月8日 - 7月7日、=LOVE全国ツアー「全部、内緒。」が、全国9か所にて開催[37]。
- 5月12日、1stアルバム『全部、内緒。』が発売[38]。
- 8月25日、9thシングル「ウィークエンドシトロン」が発売[39]。
- 9月17日、テレビ朝日「MUSIC STATION」初出演[40]。
- 9月20日、「=LOVE 4th ANNIVERSARY PREMIUM CONCERT」が、幕張メッセ・イベントホールで開催[41]。
- 10月9日、≠MEとの合同フェス「イコノイフェス2021」が、富士急ハイランド コニファーフォレストで開催[42]。
- 12月15日、10thシングル「The 5th」が発売[43]。

### 2022年
- 3月29日、姉妹グループ≒JOYのお披露目会見が行われ、一部メンバーも同席[44]。
- 4月3日 - 5月21日、＝LOVE全国ツアー2022「どう考えても、君ってイコラブのこと好きじゃん」が、全国10か所で開催[45]。
- 5月25日、11thシングル「あの子コンプレックス」が発売[46]。
- 7月3日、≠ME、≒JOYとの3グループの合同コンサート「イコノイジョイ 2022」を、富士急ハイランド コニファーフォレストで開催[47]。
- 9月25日、「=LOVE 5th ANNIVERSARY PREMIUM CONCERT」が国立代々木競技場 第一体育館で開催[48]。
- 9月28日、12thシングル「Be Selfish」が発売[49][50]。
- 10月15日、≠ME、≒JOYとの3グループの合同イベント「イコノイジョイ大運動会 2022」を、幕張メッセ・イベントホールで開催[51]。最終種目で逆転し、優勝した[52]。
- 11月19日、2019年から2021年にかけて開催されたコンサート（映像作品が発売済のコンサートのみ[注釈 2]）を音源化し、配信限定のみで同時発売された[54]。

### 2023年
- 1月13日、「〜齊藤なぎさ卒業コンサート〜 現役アイドルちゅ〜 みんなのこと大好きだよ♡」をパシフィコ横浜 国立大ホールにて開催[55][56][57]。同日をもって、齊藤なぎさが活動終了（卒業）[57][58]。
- 1月25日、初のミュージック・ビデオ集「過去最上キュン」を発売[59][60]。
- 1月28日 - 2月12日、=LOVE 全国ツアー2023「Today is your Trigger」が全国4か所で開催された[61]。また、ツアー初日の福岡公演・夜の部では、追加公演として3月2日に東京・日本武道館公演を行うことが発表された[62]。
- 2月22日、13thシングル「この空がトリガー」が発売[63]。
- 3月2日、=LOVE 全国ツアー2023「Today is your Trigger」追加公演が日本武道館で開催された[64]。フルキャパでの開催は初となる[65]。
- 7月19日、14thシングル「ナツマトペ」が発売[66]。
- 7月29・30日、≠ME、≒JOYとの3グループの合同フェス「イコノイジョイ 2023」を富士急ハイランド コニファーフォレストで開催。初の2DAYS・声出し解禁での開催となり、2日間で計2万人を動員した[64][67][68]。
- 8月5日、「イコラブヨコハマ夏祭りPresented by Rakuten Optimism」をパシフィコ横浜 国立大ホールにて開催[69]。
- 9月12日 - 18日、「イコノイジョイ大感謝祭」として、13日に「=LOVE パジャマパーティー」・「#みりにゃと女子会 プリンセスだけで楽しんじゃお♡」、14日に「=LOVE 諸橋沙夏 ソロコンサート」、18日に「=LOVE 秋祭り」・「=LOVE カラオケ大会」を、品川プリンスホテル ステラボールが開催された[70][71][72]。
- 9月22日、グループ初のライブフィルム映画『=LOVE Today is your Trigger THE MOVIE』が公開[73]。
- 10月18・19日、「=LOVE 6th ANNIVERSARY PREMIUM CONCERT」をさいたまスーパーアリーナで開催[74][75][76]。
- 11月29日、15thシングル「ラストノートしか知らない」が発売[77][78]。

### 2024年
- 2月3日 - 4月14日、初のアリーナツアーとなる、＝LOVEアリーナツアー2024「Tell me what's more than "LOVE"」を全国4か所で開催[76][79]。
- 3月6日、16thシングル「呪って呪って」が発売[80]。
- 7月31日、17thシングル「絶対アイドル辞めないで」が発売[81]。
- 9月7・8日、「=LOVE 7th ANNIVERSARY PREMIUM CONCERT」をKアリーナ横浜で開催[82][83]。

### 2025年
- 2月2日 - 5月6日、＝LOVE ARENA TOUR 2025「～Timeless Tales～」を全国5か所で開催[84][85]。
- 2月26日、18thシングル「とくべチュ、して/恋人以上、好き未満」が発売[86][87][注釈 3]。
- 3月21日、『＋LIVE 〜＝LOVE&芸人ゲームバトル〜』をCOOL JAPAN PARK OSAKA TTホールで開催。
- 4月4日、7周年コンサートを記録したライブ映画『＝LOVE 7th ANNIVERSARY PREMIUM CONCERT THE MOVIE』が公開[90]。
- 7月12・13日、＝LOVE ARENA TOUR 2025「～Timeless Tales～」追加公演を有明アリーナで開催[91]。
- 8月26日、≠ME、≒JOYとの特別番組『イコノイジョイがやってやんよ!』（日本テレビ※関東ローカル）が放送予定。3年連続で開催されてきた≠ME、≒JOYとの合同コンサート「イコノイジョイ」が、3グループのスケジュールおよびメンバーの体調を考慮して非開催となった代わりに放送される番組である[92]。
- 9月6日 - 12月24日、「＝LOVE 8th ANNIVERSARY PREMIUM TOUR」を全国8か所で開催予定[93]。
- 10月8日、19thシングルが発売予定[94]。

## メンバー
| 名前       | よみ              | 生年月日               | 出身地   | 身長     | 血液型 | 備考        |
| ---------- | ----------------- | ---------------------- | -------- | -------- | ------ | ----------- |
| 大谷映美里 | おおたに えみり   | 1998年3月15日（27歳）  | 東京都   | 155 cm   | O型    | [ 注釈 4 ]  |
| 大場花菜   | おおば はな       | 2000年2月4日（25歳）   | 埼玉県   | 160 cm   | A型    | [ 注釈 5 ]  |
| 音嶋莉沙   | おとしま りさ     | 1998年8月11日（27歳）  | 福岡県   | 160 cm   | B型    | [ 注釈 6 ]  |
| 齋藤樹愛羅 | さいとう きあら   | 2004年11月26日（20歳） | 栃木県   | 156.2 cm | B型    | [ 注釈 7 ]  |
| 佐々木舞香 | ささき まいか     | 2000年1月21日（25歳）  | 愛知県   | 157 cm   | A型    | [ 注釈 8 ]  |
| 髙松瞳     | たかまつ ひとみ   | 2001年1月19日（24歳）  | 東京都   | 163 cm   | AB型   | [ 注釈 9 ]  |
| 瀧脇笙古   | たきわき しょうこ | 2001年7月9日（24歳）   | 神奈川県 | 158 cm   | O型    | [ 注釈 10 ] |
| 野口衣織   | のぐち いおり     | 2000年4月26日（25歳）  | 茨城県   | 161 cm   | O型    | [ 注釈 11 ] |
| 諸橋沙夏   | もろはし さな     | 1996年8月3日（29歳）   | 福島県   | 158 cm   | B型    | [ 注釈 12 ] |
| 山本杏奈   | やまもと あんな   | 1997年11月30日（27歳） | 広島県   | 149.5 cm | A型    | [ 注釈 13 ] |

リーダー
1. 山本杏奈（2017年12月9日 - ）[105]

### 元メンバー
| 名前       | よみ            | 生年月日              | 出身地   | 身長   | 血液型 | 最終在籍日    | 現所属事務所   | 備考                         |
| ---------- | --------------- | --------------------- | -------- | ------ | ------ | ------------- | -------------- | ---------------------------- |
| 佐竹のん乃 | さたけ のんの   | 1998年11月6日（26歳） | 群馬県   | 159 cm | A型    | 2021年3月6日  |                | ハニーマスタードの元メンバー |
| 齊藤なぎさ | さいとう なぎさ | 2003年7月6日（22歳）  | 神奈川県 | 151 cm | AB型   | 2023年1月13日 | エイジアクロス | [ 注釈 15 ]                  |

## 作品

### シングル
|                      | リリース日           | タイトル                            | 最高位                | 販売形態             | 規格品番              | 形態                  |
| SACRA MUSIC レーベル | SACRA MUSIC レーベル | SACRA MUSIC レーベル                | SACRA MUSIC レーベル  | SACRA MUSIC レーベル | SACRA MUSIC レーベル  | SACRA MUSIC レーベル  |
| -------------------- | -------------------- | ----------------------------------- | --------------------- | -------------------- | --------------------- | --------------------- |
| 1                    | 2017年9月6日         | =LOVE                               | 8位                   | CD+DVD               | VVCL-1108/9           | 初回仕様限定盤 Type-A |
| 1                    | 2017年9月6日         | =LOVE                               | 8位                   | CD+DVD               | VVCL-1110/1           | 初回仕様限定盤 Type-B |
| 1                    | 2017年9月6日         | =LOVE                               | 8位                   | CD                   | VVCL-1112             | 通常盤 Type-C         |
| 2                    | 2017年12月6日        | 僕らの制服クリスマス                | 3位                   | CD+DVD               | VVCL-1135/6           | 初回仕様限定盤 Type-A |
| 2                    | 2017年12月6日        | VVCL-1137/8                         | 3位                   | CD+DVD               | 初回仕様限定盤 Type-B |                       |
| 2                    | 2017年12月6日        | CD                                  | 3位                   | VVCL-1139            | 通常盤 Type-C         |                       |
| 3                    | 2018年5月16日        | 手遅れcaution                       | 3位                   | CD+DVD               | VVCL-1237/8           | 初回仕様限定盤 Type-A |
| 3                    | 2018年5月16日        | 手遅れcaution                       | 3位                   | CD+DVD               | VVCL-1239/40          | 初回仕様限定盤 Type-B |
| 3                    | 2018年5月16日        | 手遅れcaution                       | 3位                   | CD                   | VVCL-1241             | 通常盤 Type-C         |
| 4                    | 2018年10月17日       | Want you! Want you!                 | 2位                   | CD+DVD               | VVCL-1300/1           | 初回仕様限定盤 Type-A |
| 4                    | 2018年10月17日       | Want you! Want you!                 | 2位                   | CD+DVD               | VVCL-1302/3           | 初回仕様限定盤 Type-B |
| 4                    | 2018年10月17日       | Want you! Want you!                 | 2位                   | CD                   | VVCL-1304             | 通常盤 Type-C         |
| 5                    | 2019年4月24日        | 探せ ダイヤモンドリリー             | 2位                   | CD+DVD               | VVCL-1435/6           | 初回仕様限定盤 Type-A |
| 5                    | 2019年4月24日        | 探せ ダイヤモンドリリー             | 2位                   | CD+DVD               | VVCL-1437/8           | 初回仕様限定盤 Type-B |
| 5                    | 2019年4月24日        | 探せ ダイヤモンドリリー             | 2位                   | CD                   | VVCL-1439             | 通常盤 Type-C         |
| 6                    | 2019年10月30日       | ズルいよ ズルいね                   | 1位                   | CD+DVD               | VVCL-1560/1           | 初回仕様限定盤 Type-A |
| 6                    | 2019年10月30日       | ズルいよ ズルいね                   | 1位                   | CD+DVD               | VVCL-1562/3           | 初回仕様限定盤 Type-B |
| 6                    | 2019年10月30日       | ズルいよ ズルいね                   | 1位                   | CD+DVD               | VVCL-1564/5           | 初回仕様限定盤 Type-C |
| 6                    | 2019年10月30日       | ズルいよ ズルいね                   | 1位                   | CD                   | VVCL-1566             | 通常盤 Type-D         |
| 7                    | 2020年7月8日         | CAMEO                               | 2位                   | CD+DVD               | VVCL-1650/1           | 初回仕様限定盤 Type-A |
| 7                    | 2020年7月8日         | CAMEO                               | 2位                   | CD+DVD               | VVCL-1652/3           | 初回仕様限定盤 Type-B |
| 7                    | 2020年7月8日         | CAMEO                               | 2位                   | CD+DVD               | VVCL-1654/5           | 初回仕様限定盤 Type-C |
| 7                    | 2020年7月8日         | CAMEO                               | 2位                   | CD                   | VVCL-1656             | 通常盤 Type-D         |
| 8                    | 2020年11月25日       | 青春“サブリミナル”                  | 1位                   | CD+DVD               | VVCL-1780/1           | 初回仕様限定盤 Type-A |
| 8                    | 2020年11月25日       | 青春“サブリミナル”                  | 1位                   | CD+DVD               | VVCL-1782/3           | 初回仕様限定盤 Type-B |
| 8                    | 2020年11月25日       | 青春“サブリミナル”                  | 1位                   | CD+DVD               | VVCL-1784/5           | 初回仕様限定盤 Type-C |
| 8                    | 2020年11月25日       | 青春“サブリミナル”                  | 1位                   | CD                   | VVCL-1786             | 通常盤 Type-D         |
| 9                    | 2021年8月25日        | ウィークエンドシトロン              | 2位                   | CD+DVD               | VVCL-1926/7           | 初回仕様限定盤 Type-A |
| 9                    | 2021年8月25日        | ウィークエンドシトロン              | 2位                   | CD+DVD               | VVCL-1928/9           | 初回仕様限定盤 Type-B |
| 9                    | 2021年8月25日        | ウィークエンドシトロン              | 2位                   | CD+DVD               | VVCL-1930/1           | 初回仕様限定盤 Type-C |
| 9                    | 2021年8月25日        | ウィークエンドシトロン              | 2位                   | CD                   | VVCL-1932             | 通常盤 Type-D         |
| 10                   | 2021年12月15日       | The 5th                             | 2位                   | CD+DVD               | VVCL-1976/7           | 初回仕様限定盤 Type-A |
| 10                   | 2021年12月15日       | The 5th                             | 2位                   | CD+DVD               | VVCL-1978/9           | 初回仕様限定盤 Type-B |
| 10                   | 2021年12月15日       | The 5th                             | 2位                   | CD+DVD               | VVCL-1980/1           | 初回仕様限定盤 Type-C |
| 10                   | 2021年12月15日       | The 5th                             | 2位                   | CD                   | VVCL-1982             | 通常盤 Type-D         |
| 11                   | 2022年5月25日        | あの子コンプレックス                | 2位                   | CD+DVD               | VVCL-2033/4           | 初回仕様限定盤 Type-A |
| 11                   | 2022年5月25日        | あの子コンプレックス                | 2位                   | CD+DVD               | VVCL-2035/6           | 初回仕様限定盤 Type-B |
| 11                   | 2022年5月25日        | あの子コンプレックス                | 2位                   | CD+DVD               | VVCL-2037/8           | 初回仕様限定盤 Type-C |
| 11                   | 2022年5月25日        | あの子コンプレックス                | 2位                   | CD                   | VVCL-2039             | 通常盤 Type-D         |
| 12                   | 2022年9月28日        | Be Selfish                          | 1位                   | CD+DVD               | VVCL-2110/1           | 初回仕様限定盤 Type-A |
| 12                   | 2022年9月28日        | Be Selfish                          | 1位                   | CD+DVD               | VVCL-2112/3           | 初回仕様限定盤 Type-B |
| 12                   | 2022年9月28日        | Be Selfish                          | 1位                   | CD+DVD               | VVCL-2114/5           | 初回仕様限定盤 Type-C |
| 12                   | 2022年9月28日        | Be Selfish                          | 1位                   | CD+DVD               | VVCL-2116/7           | 初回仕様限定盤 Type-D |
| 12                   | 2022年9月28日        | Be Selfish                          | 1位                   | CD                   | VVCL-2118             | 通常盤 Type-E         |
| 13                   | 2023年2月22日        | この空がトリガー                    | 2位                   | CD+DVD               | VVCL-2198/9           | 初回仕様限定盤 Type-A |
| 13                   | 2023年2月22日        | この空がトリガー                    | 2位                   | CD+DVD               | VVCL-2190/1           | 初回仕様限定盤 Type-B |
| 13                   | 2023年2月22日        | この空がトリガー                    | 2位                   | CD+DVD               | VVCL-2192/3           | 初回仕様限定盤 Type-C |
| 13                   | 2023年2月22日        | この空がトリガー                    | 2位                   | CD+DVD               | VVCL-2194/5           | 初回仕様限定盤 Type-D |
| 13                   | 2023年2月22日        | この空がトリガー                    | 2位                   | CD                   | VVCL-2196             | 通常盤 Type-E         |
| 14                   | 2023年7月19日        | ナツマトペ                          | 1位                   | CD+DVD               | VVCL-2302/3           | 初回仕様限定盤 Type-A |
| 14                   | 2023年7月19日        | ナツマトペ                          | 1位                   | CD+DVD               | VVCL-2304/5           | 初回仕様限定盤 Type-B |
| 14                   | 2023年7月19日        | ナツマトペ                          | 1位                   | CD+DVD               | VVCL-2306/7           | 初回仕様限定盤 Type-C |
| 14                   | 2023年7月19日        | ナツマトペ                          | 1位                   | CD+DVD               | VVCL-2308/9           | 初回仕様限定盤 Type-D |
| 14                   | 2023年7月19日        | ナツマトペ                          | 1位                   | CD                   | VVCL-2310             | 通常盤 Type-E         |
| 15                   | 2023年11月29日       | ラストノートしか知らない            | 1位                   | CD+DVD               | VVCL-2360/1           | 初回仕様限定盤 Type-A |
| 15                   | 2023年11月29日       | ラストノートしか知らない            | 1位                   | CD+DVD               | VVCL-2362/3           | 初回仕様限定盤 Type-B |
| 15                   | 2023年11月29日       | ラストノートしか知らない            | 1位                   | CD+DVD               | VVCL-2364/5           | 初回仕様限定盤 Type-C |
| 15                   | 2023年11月29日       | ラストノートしか知らない            | 1位                   | CD+Blu-ray           | VVCL-2366/7           | 初回仕様限定盤 Type-D |
| 15                   | 2023年11月29日       | ラストノートしか知らない            | 1位                   | CD                   | VVCL-2368             | 通常盤 Type-E         |
| 16                   | 2024年3月6日         | 呪って呪って                        | 2位                   | CD+DVD               | VVCL-2360/1           | 初回仕様限定盤 Type-A |
| 16                   | 2024年3月6日         | 呪って呪って                        | 2位                   | CD+DVD               | VVCL-2362/3           | 初回仕様限定盤 Type-B |
| 16                   | 2024年3月6日         | 呪って呪って                        | 2位                   | CD+DVD               | VVCL-2364/5           | 初回仕様限定盤 Type-C |
| 16                   | 2024年3月6日         | 呪って呪って                        | 2位                   | CD+Blu-ray           | VVCL-2366/7           | 初回仕様限定盤 Type-D |
| 16                   | 2024年3月6日         | 呪って呪って                        | 2位                   | CD                   | VVCL-2368             | 通常盤 Type-E         |
| 17                   | 2024年7月31日        | 絶対アイドル辞めないで              | 2位                   | CD+DVD               | VVCL-2518/9           | 初回仕様限定盤 Type-A |
| 17                   | 2024年7月31日        | 絶対アイドル辞めないで              | 2位                   | CD+DVD               | VVCL-2520/1           | 初回仕様限定盤 Type-B |
| 17                   | 2024年7月31日        | 絶対アイドル辞めないで              | 2位                   | CD+DVD               | VVCL-2522/3           | 初回仕様限定盤 Type-C |
| 17                   | 2024年7月31日        | 絶対アイドル辞めないで              | 2位                   | CD+Blu-ray           | VVCL-2524/5           | 初回仕様限定盤 Type-D |
| 17                   | 2024年7月31日        | 絶対アイドル辞めないで              | 2位                   | CD                   | VVCL-2526             | 通常盤 Type-E         |
| 18                   | 2025年2月26日        | とくべチュ、して/恋人以上、好き未満 | 2位                   | CD+DVD               | VVCL-2601/2           | 初回仕様限定盤 Type-A |
| 18                   | 2025年2月26日        | とくべチュ、して/恋人以上、好き未満 | 2位                   | CD+DVD               | VVCL-2603/4           | 初回仕様限定盤 Type-B |
| 18                   | 2025年2月26日        | とくべチュ、して/恋人以上、好き未満 | 2位                   | CD+DVD               | VVCL-2605/6           | 初回仕様限定盤 Type-C |
| 18                   | 2025年2月26日        | とくべチュ、して/恋人以上、好き未満 | 2位                   | CD+Blu-ray           | VVCL-2607/8           | 初回仕様限定盤 Type-D |
| 18                   | 2025年2月26日        | とくべチュ、して/恋人以上、好き未満 | 2位                   | CD+Blu-ray           | VVCL-2658/9           | 期間生産限定盤 Type-E |
| 18                   | 2025年2月26日        | とくべチュ、して/恋人以上、好き未満 | 2位                   | CD                   | VVCL-2609             | 通常盤 Type-F         |
| 19                   | 2025年10月8日予定    | タイトル未定                        |                       | CD+DVD               |                       | 初回仕様限定盤 Type-A |
| 19                   | 2025年10月8日予定    | タイトル未定                        | 初回仕様限定盤 Type-B | CD+DVD               |                       |                       |
| 19                   | 2025年10月8日予定    | タイトル未定                        | 初回仕様限定盤 Type-C | CD+DVD               |                       |                       |
| 19                   | 2025年10月8日予定    | タイトル未定                        | CD+Blu-ray            |                      | 初回仕様限定盤 Type-D |                       |
| 19                   | 2025年10月8日予定    | タイトル未定                        | CD                    |                      | 完全生産限定盤 Type-E |                       |
| 19                   | 2025年10月8日予定    | タイトル未定                        | CD                    | 通常盤 Type-F        |                       |                       |

### アルバム
|                      | リリース日           | タイトル             | 最高位               | 販売形態             | 規格品番             | 形態                  |
| SACRA MUSIC レーベル | SACRA MUSIC レーベル | SACRA MUSIC レーベル | SACRA MUSIC レーベル | SACRA MUSIC レーベル | SACRA MUSIC レーベル | SACRA MUSIC レーベル  |
| -------------------- | -------------------- | -------------------- | -------------------- | -------------------- | -------------------- | --------------------- |
| 1                    | 2021年5月12日        | 全部、内緒。         | 1位                  | CD+BD                | VVCL-1856/7          | 初回仕様限定盤 Type-A |
| 1                    | 2021年5月12日        | 全部、内緒。         | 1位                  | CD+BD                | VVCL-1858/9          | 初回仕様限定盤 Type-B |
| 1                    | 2021年5月12日        | 全部、内緒。         | 1位                  | CD                   | VVCL-1860            | 通常盤 Type-C         |

### 配信限定
|   | リリース日     | タイトル                                     | レーベル             | 備考 |
| - | -------------- | -------------------------------------------- | -------------------- | --- |
| 1 | 2022年12月14日 | あの子コンプレックス - From THE FIRST TAKE   | THE FIRST TAKE MUSIC | 佐々木舞香・野口衣織・諸橋沙夏によるオリジナルアレンジでの一発撮りパフォーマンス。 Sound Director：矢山貴之（Sony Music）、Arrange：APAZZI、A.Guitar：佐々木”コジロー”貴之、Bass：二家本亮介、Piano：西村 奈央、Strings：MIZ |
| 2 | 2023年3月22日  | 君だけの花道 - Single                        | Sony Music Labels    | 齊藤なぎさの卒業ソング。 作詞：指原莉乃、作曲：Yu-ki Kokubo, YUU for YOU、編曲：YUU for YOU |
| 3 | 2023年3月28日  | おかえり、花便り - Single                    | Sony Music Labels    | 山本杏奈ソロ曲。「まいにちアイドル2000日＆累計3億ポイントチャレンジ企画」の達成を記念し、製作された。 作詞：指原莉乃、作曲・編曲：塚田耕平、監督：ZUMI、振付師：山本杏奈 |
| 4 | 2023年11月29日 | 宝物はグリーン - Single                      | Sony Music Labels    | 諸橋沙夏ソロ曲。2023年9月14日に行われた「＝LOVE 諸橋沙夏 ソロコンサート」のために制作された。 作詞：指原莉乃、作曲：廣中トキワ、編曲：若田部誠 |
| 5 | 2024年11月13日 | 絶対アイドル辞めないで - From THE FIRST TAKE | THE FIRST TAKE MUSIC | メンバー全員による一発撮りパフォーマンス。 作曲：小池竜暉、菊池博人、編曲：APAZZI、Guitar：佐々木"コジロー"貴之、Bass：櫻井陸来、Piano：西村奈央、Sound Director：矢山貴之（Sony Music） |
| 6 | 2025年8月22日  | 内緒バナシ                                   | Sony Music Labels    | 大谷映美里がセンターを務め、「憧れの人」との淡い恋心を歌ったPOPなラブソング。Music Videoは縦型で制作され、夏祭りを舞台に、どんどん近くなる2人の関係を描いたストーリー仕立ての作品に仕上がっている。メンバーのキュートな浴衣姿と振付も注目ポイント。 作詞：指原莉乃、作曲・編曲：kijibato、Sound Director：矢山貴之（Sony Music）、Recorded by Sony Music Studios Tokyo、Director：新宮良平（BABEL LABEL）、Choreographer：SACO MAKITA |

#### 合同楽曲
|   | リリース日    | 名義                                | タイトル       | レーベル          | リンク     |
| - | ------------- | ----------------------------------- | -------------- | ----------------- | ---------- |
| 1 | 2022年7月20日 | イコノイジョイ （=LOVE・≠ME・≒JOY） | トリプルデート | Sony Music Labels | [ 動画 1 ] |

#### コンサート音源
|                      | リリース日           | 名義                 | タイトル                                                                      |
| SACRA MUSIC レーベル | SACRA MUSIC レーベル | SACRA MUSIC レーベル | SACRA MUSIC レーベル                                                          |
| -------------------- | -------------------- | -------------------- | ----------------------------------------------------------------------------- |
| 1                    | 2022年11月19日       | =LOVE                | =LOVE 1stコンサート「初めまして、＝LOVEです。」                               |
| 1                    | 2022年11月19日       | =LOVE                | =LOVE デビュー2周年記念コンサート                                             |
| 1                    | 2022年11月19日       | =LOVE                | You all are "My ideal"〜TOKYO DOME CITY HALL〜                                |
| 1                    | 2022年11月19日       | =LOVE                | You all are "My ideal"〜日本武道館〜                                          |
| 1                    | 2022年11月19日       | =LOVE & ≠ME          | =LOVE、≠ME スペシャルコンサート『24girls 2020』                               |
| 1                    | 2022年11月19日       | =LOVE                | =LOVE 全国ツアー「全部、内緒。」〜横浜アリーナ〜                              |
| 1                    | 2022年11月19日       | =LOVE                | =LOVE 4th ANNIVERSARY PREMIUM CONCERT                                         |
| 1                    | 2022年11月19日       | =LOVE & ≠ME          | イコノイフェス2021 <昼公演>                                                   |
| 1                    | 2022年11月19日       | =LOVE & ≠ME          | イコノイフェス2021 <夜公演>                                                   |
| 2                    | 2023年3月22日        | =LOVE                | =LOVE 〜齊藤なぎさ卒業コンサート〜 現役アイドルちゅ〜 みんなのこと大好きだよ♡ |
| 3                    | 2023年9月7日         | =LOVE                | =LOVE 全国ツアー2022「どう考えても、君ってイコラブのこと好きじゃん」          |
| 3                    | 2023年9月7日         | =LOVE                | =LOVE 5th ANNIVERSARY PREMIUM CONCERT                                         |
| 4                    | 2024年9月5日         | =LOVE                | =LOVE 全国ツアー2023「Today is your Trigger」                                 |
| 4                    | 2024年9月5日         | =LOVE                | =LOVE 6th ANNIVERSARY PREMIUM CONCERT                                         |

### 映像作品

#### 単独コンサート
|    | リリース日    | タイトル                                                                      | レーベル    | 規格品番    | 形態                      |
| -- | ------------- | ----------------------------------------------------------------------------- | ----------- | ----------- | ------------------------- |
| 1  | 2020年9月2日  | =LOVE 1stコンサート「初めまして、＝LOVEです。」                               | SACRA MUSIC | VVXL-68     | Blu-ray                   |
| 1  | 2020年9月2日  | =LOVE 1stコンサート「初めまして、＝LOVEです。」                               | SACRA MUSIC | VVBL-136/7  | 2DVD                      |
| 1  | 2020年9月2日  | =LOVE デビュー2周年記念コンサート                                             | SACRA MUSIC | VVXL-70     | Blu-ray                   |
| 1  | 2020年9月2日  | =LOVE デビュー2周年記念コンサート                                             | SACRA MUSIC | VVBL-138/9  | 2DVD                      |
| 2  | 2021年2月8日  | =LOVE 3rd ANNIVERSARY PREMIUM CONCERT                                         | [ 注釈 18 ] | [ 注釈 18 ] | 特別盤 Blu-ray            |
| 2  | 2021年2月8日  | =LOVE 3rd ANNIVERSARY PREMIUM CONCERT                                         | [ 注釈 18 ] | [ 注釈 18 ] | 通常盤 Blu-ray            |
| 2  | 2021年2月8日  | =LOVE 3rd ANNIVERSARY PREMIUM CONCERT                                         | [ 注釈 18 ] | [ 注釈 18 ] | 特別盤 2DVD               |
| 2  | 2021年2月8日  | =LOVE 3rd ANNIVERSARY PREMIUM CONCERT                                         | [ 注釈 18 ] | [ 注釈 18 ] | 通常盤 2DVD               |
| 3  | 2021年6月30日 | You all are "My ideal" 〜日本武道館〜                                         | SACRA MUSIC | VVXL-72/3   | Type-A 2Blu-ray           |
| 3  | 2021年6月30日 | You all are "My ideal" 〜日本武道館〜                                         | SACRA MUSIC | VVXL-74     | Type B Blu-ray            |
| 3  | 2021年6月30日 | You all are "My ideal" 〜日本武道館〜                                         | SACRA MUSIC | VVBL-150/1  | Type C DVD                |
| 4  | 2022年3月16日 | =LOVE 全国ツアー「全部、内緒。」〜横浜アリーナ〜                              | SACRA MUSIC | VVXL-79     | Type-A 2Blu-ray           |
| 4  | 2022年3月16日 | =LOVE 全国ツアー「全部、内緒。」〜横浜アリーナ〜                              | SACRA MUSIC | VVBL-156    | Type-B 2DVD               |
| 5  | 2022年8月10日 | =LOVE 4th ANNIVERSARY PREMIUM CONCERT                                         | SACRA MUSIC | VVXL-88     | Type-A Blu-ray            |
| 5  | 2022年8月10日 | =LOVE 4th ANNIVERSARY PREMIUM CONCERT                                         | SACRA MUSIC | VVBL-165/6  | Type-B 2DVD               |
| 6  | 2023年3月22日 | =LOVE 〜齊藤なぎさ卒業コンサート〜 現役アイドルちゅ〜 みんなのこと大好きだよ♡ | SACRA MUSIC | VVXL-140/1  | 完全生産限定盤 Blu-ray+CD |
| 6  | 2023年3月22日 | =LOVE 〜齊藤なぎさ卒業コンサート〜 現役アイドルちゅ〜 みんなのこと大好きだよ♡ | SACRA MUSIC | VVBL-184    | DVD                       |
| 7  | 2023年3月22日 | =LOVE 全国ツアー2022 「どう考えても、君ってイコラブのこと好きじゃん」         | SACRA MUSIC | VVXL-142    | Type-A Blu-ray            |
| 7  | 2023年3月22日 | =LOVE 全国ツアー2022 「どう考えても、君ってイコラブのこと好きじゃん」         | SACRA MUSIC | VVBL-186/7  | Type-B 2DVD               |
| 8  | 2023年4月26日 | =LOVE 5th ANNIVERSARY PREMIUM CONCERT                                         | SACRA MUSIC | VVXL-157/8  | 初回生産限定盤 2Blu-ray   |
| 8  | 2023年4月26日 | =LOVE 5th ANNIVERSARY PREMIUM CONCERT                                         | SACRA MUSIC | VVXL-159    | 通常盤 Blu-ray            |
| 8  | 2023年4月26日 | =LOVE 5th ANNIVERSARY PREMIUM CONCERT                                         | SACRA MUSIC | VVBL-195    | 通常盤 DVD                |
| 9  | 2024年3月27日 | =LOVE 全国ツアー2023「Today is your Trigger」                                 | SACRA MUSIC | VVXL-186/7  | 初回生産限定盤 2Blu-ray   |
| 9  | 2024年3月27日 | =LOVE 全国ツアー2023「Today is your Trigger」                                 | SACRA MUSIC | VVXL-188    | 初回生産限定盤 Blu-ray    |
| 9  | 2024年3月27日 | =LOVE 全国ツアー2023「Today is your Trigger」                                 | SACRA MUSIC | VVBL-203    | 通常盤 DVD                |
| 10 | 2024年6月26日 | =LOVE 6th ANNIVERSARY PREMIUM CONCERT                                         | SACRA MUSIC | VVXL-205/6  | 初回生産限定盤 2Blu-ray   |
| 10 | 2024年6月26日 | =LOVE 6th ANNIVERSARY PREMIUM CONCERT                                         | SACRA MUSIC | VVXL-207    | 通常盤 Blu-ray            |
| 10 | 2024年6月26日 | =LOVE 6th ANNIVERSARY PREMIUM CONCERT                                         | SACRA MUSIC | VVBL-208    | 通常盤 DVD                |
| 11 | 2025年5月21日 | =LOVE 7th ANNIVERSARY PREMIUM CONCERT                                         | SACRA MUSIC | VVXL-237/8  | 初回生産限定盤 2Blu-ray   |
| 11 | 2025年5月21日 | =LOVE 7th ANNIVERSARY PREMIUM CONCERT                                         | SACRA MUSIC | VVXL-239    | 通常盤 Blu-ray            |
| 11 | 2025年5月21日 | =LOVE 7th ANNIVERSARY PREMIUM CONCERT                                         | SACRA MUSIC | VVBL-213    | 通常盤 DVD                |
| 12 | 2025年6月18日 | =LOVE アリーナツアー2024 「Tell me what's more than "LOVE"」                  | SACRA MUSIC | VVXL-250/1  | 初回生産限定盤 2Blu-ray   |
| 12 | 2025年6月18日 | =LOVE アリーナツアー2024 「Tell me what's more than "LOVE"」                  | SACRA MUSIC | VVXL-252    | 通常盤 Blu-ray            |
| 12 | 2025年6月18日 | =LOVE アリーナツアー2024 「Tell me what's more than "LOVE"」                  | SACRA MUSIC | VVBL-220    | 通常盤 DVD                |

#### 合同コンサート
| 参加グループ         | リリース日           | タイトル                                         | 規格品番             | 形態                                                     |
| SACRA MUSIC レーベル | SACRA MUSIC レーベル | SACRA MUSIC レーベル                             | SACRA MUSIC レーベル | SACRA MUSIC レーベル                                     |
| -------------------- | -------------------- | ------------------------------------------------ | -------------------- | -------------------------------------------------------- |
| =LOVE ≠ME            | 2021年10月06日       | =LOVE、≠ME スペシャルコンサート 「24girls 2020」 | VVXL-78              | Type-A Blu-ray                                           |
| =LOVE ≠ME            | 2021年10月06日       | =LOVE、≠ME スペシャルコンサート 「24girls 2020」 | VVBL-154/5           | Type-B 2DVD                                              |
| =LOVE ≠ME            | 2022年8月31日        | イコノイフェス 2021                              | VVXL-104/5           | Type-A 2Blu-ray（スペシャルエディション）                |
| =LOVE ≠ME            | 2022年8月31日        | イコノイフェス 2021                              | VVXL-106             | Type-B Blu-ray                                           |
| =LOVE ≠ME            | 2022年8月31日        | イコノイフェス 2021                              | VVBL-174/5           | Type-C DVD                                               |
| =LOVE ≠ME ≒JOY       | 2023年7月26日        | イコノイジョイ 2022                              | VVXL-164/6           | TYPE-A 初回仕様限定盤（スペシャルエディション） 3Blu-ray |
| =LOVE ≠ME ≒JOY       | 2023年7月26日        | イコノイジョイ 2022                              | VVXL-167/8           | TYPE-B 初回仕様限定盤 2Blu-ray                           |
| =LOVE ≠ME ≒JOY       | 2023年7月26日        | イコノイジョイ 2022                              | VVBL-200/1           | TYPE-C 初回仕様限定盤 2DVD                               |
| =LOVE ≠ME ≒JOY       | 2024年9月18日        | イコノイジョイ 2023                              | VVXL-208/9           | TYPE-A 初回仕様限定盤（スペシャルエディション） 2Blu-ray |
| =LOVE ≠ME ≒JOY       | 2024年9月18日        | イコノイジョイ 2023                              | VVXL-210/11          | TYPE-B 初回仕様限定盤 2Blu-ray                           |
| =LOVE ≠ME ≒JOY       | 2024年9月18日        | イコノイジョイ 2023                              | VVBL-206/7           | TYPE-C 初回仕様限定盤 2DVD                               |
| =LOVE ≠ME ≒JOY       | 2025年9月24日        | イコノイジョイ 2024                              | VVXL-268/9           | TYPE-A 初回生産限定盤（スペシャルエディション） 2Blu-ray |
| =LOVE ≠ME ≒JOY       | 2025年9月24日        | イコノイジョイ 2024                              | VVXL-270/1           | TYPE-B 初回仕様限定盤 2Blu-ray                           |
| =LOVE ≠ME ≒JOY       | 2025年9月24日        | イコノイジョイ 2024                              | VVBL-225/6           | TYPE-C 初回仕様限定盤 2DVD                               |

### ミュージック・ビデオ集
|                      | リリース日           | タイトル             | 規格品番             | 形態                    |
| SACRA MUSIC レーベル | SACRA MUSIC レーベル | SACRA MUSIC レーベル | SACRA MUSIC レーベル | SACRA MUSIC レーベル    |
| -------------------- | -------------------- | -------------------- | -------------------- | ----------------------- |
| 1                    | 2023年1月25日        | 過去最上キュン       | VVXL-120〜4          | 完全生産限定盤 5Blu-ray |
| 1                    | 2023年1月25日        | 過去最上キュン       | VVXL-125             | 通常盤 Blu-ray          |
| 1                    | 2023年1月25日        | 過去最上キュン       | VVBL-176/7           | 通常盤 2DVD             |

### 未音源化曲
| タイトル                    | 備考                                                                                               | リンク     |
| --------------------------- | -------------------------------------------------------------------------------------------------- | ---------- |
| 次に会えた時 何を話そうかな | =LOVE・≠ME合同楽曲。2020年4月15日にミュージックビデオが公開された。                                | [ 動画 2 ] |
| フラジャイル                | 佐竹のん乃・野口衣織のユニット曲。 「佐竹のん乃卒業コンサート 〜君のいる世界〜」にて初披露された。 | [ 動画 3 ] |

## タイアップ
| 楽曲                    | タイアップ | 収録作品                                            |
| ----------------------- | --- | --------------------------------------------------- |
| 僕らの制服クリスマス    | TOKYO MX『アニ☆ステ』2017年12月エンディングテーマ 代々木アニメーション学院「春のオープンキャンパス篇」「イコラブ&在学生2019 OCスタート編」 CMソング | 2ndシングル「僕らの制服クリスマス」                 |
| ようこそ！イコラブ沼    | 代々木アニメーション学院「春のオープンキャンパス篇」 CMソング                                                                                       | 2ndシングル「僕らの制服クリスマス」                 |
| 届いてLOVE YOU♡         | 代々木アニメーション学院「春のオープンキャンパス篇」 CMソング                                                                                       | 2ndシングル「僕らの制服クリスマス」                 |
| 手遅れcaution           | 代々木アニメーション学院「イコラブ&在学生2019 AO入学出願開始編」 「夏休み オープンキャンパス開催！」CMソング                                        | 3rdシングル「手遅れcaution」                        |
| Want you! Want you!     | 代々木アニメーション学院「オープンキャンパス開催中」CMソング                                                                                        | 4thシングル「Want you! Want you!」                  |
| アイカツハッピーエンド  | BS11『走り続けてよかったって。』 エンディングテーマ                                                                                                 | 4thシングル「Want you! Want you!」                  |
| 探せ ダイヤモンドリリー | ミスターフュージョン「プロスタキッズ」CMソング | 5thシングル「探せ ダイヤモンドリリー」              |
| ズルいよ ズルいね       | 日本テレビ系『バズリズム02』2019年11月オープニングテーマ                                                                                            | 6thシングル「ズルいよ ズルいね」                    |
| CAMEO                   | テレビ神奈川『関内デビル』5月テーマソング | 7thシングル「CAMEO」                                |
| 君と私の歌              | 常陽銀行新生活応援セールキャンペーンソング | 7thシングル「CAMEO」                                |
| あの子コンプレックス    | フジテレビ系『Love music』2022年7月オープニングテーマ                                                                                               | 11thシングル「あの子コンプレックス」                |
| 好きって、言えなかった  | ABCテレビ・テレビ朝日系ドラマ『もしも、この気持ちを恋と呼ぶなら…。』主題歌                                                                          | 12thシングル「Be Selfish」                          |
| 恋人以上、好き未満      | テレビアニメ『クラスの大嫌いな女子と結婚することになった。』オープニングテーマ                                                                      | 18thシングル「とくべチュ、して/恋人以上、好き未満」 |

## 公演

### 単独コンサート・イベント
| 年     | 公演名                                                                  | 開催日           | 都市           | 会場                                                 |
| ------ | ----------------------------------------------------------------------- | ---------------- | -------------- | ---------------------------------------------------- |
| 2018年 | =LOVE デビュー1周年記念プレミアムイベント                               | 9月6日           | 東京           | Zepp DiverCity (TOKYO)                               |
| 2019年 | =LOVE 1stコンサート「初めまして、＝LOVEです。」                         | 2月16日          | 東京           | 昭和女子大学 人見記念講堂                            |
| 2019年 | =LOVE ファーストツアー「今、この船に乗れ！」                            | 4月11日          | 愛知           | Zepp Nagoya                                          |
| 2019年 | =LOVE ファーストツアー「今、この船に乗れ！」                            | 4月13日          | 大阪           | BIGCAT                                               |
| 2019年 | =LOVE ファーストツアー「今、この船に乗れ！」                            | 4月19日          | 東京           | Zepp Tokyo                                           |
| 2019年 | =LOVE デビュー2周年記念コンサート                                       | 9月12日          | 東京           | 中野サンプラザ ホール                                |
| 2019年 | =LOVE Winter Tour「866」                                                | 12⽉25⽇         | 宮城           | Rensa                                                |
| 2019年 | =LOVE Winter Tour「866」                                                | 12⽉27⽇         | 福岡           | DRUM LOGO                                            |
| 2020年 | =LOVE Winter Tour「866」                                                | 1⽉10⽇          | 愛知           | Zepp Nagoya                                          |
| 2020年 | =LOVE Winter Tour「866」                                                | 1⽉12⽇          | ⼤阪           | Zepp Namba                                           |
| 2020年 | =LOVE Winter Tour「866」                                                | 1⽉17⽇          | 東京           | Zepp Tokyo                                           |
| 2020年 | =LOVE 関東ツアー 〜We are "Sweetie pie“♡〜 → 中止                       | 3月8日           | 栃木           | 宇都宮市文化会館 大ホール                            |
| 2020年 | =LOVE 関東ツアー 〜We are "Sweetie pie“♡〜 → 中止                       | 3月29日          | 茨城           | 結城市民文化センターアクロス 大ホール                |
| 2020年 | =LOVE 関東ツアー 〜We are "Sweetie pie“♡〜 → 中止                       | 5月3日           | 群馬           | 桐生市市民文化会館 シルクホール                      |
| 2020年 | =LOVE 関東ツアー 〜We are "Sweetie pie“♡〜 → 中止                       | 6月20日          | 東京           | TOKYO DOME CITY HALL                                 |
| 2020年 | =LOVE 無観客LIVE 『次に会えた時 何を話そうかな』                        | 6月27日          | オンライン開催 | オンライン開催                                       |
| 2020年 | =LOVE 3rd ANNIVERSARY PREMIUM CONCERT                                   | 9月6日           | 神奈川         | パシフィコ横浜 国立大ホール                          |
| 2020年 | WINTER TOUR『You all are “My ideal”』                                   | 11月27日         | 東京           | TOKYO DOME CITY HALL                                 |
| 2020年 | WINTER TOUR『You all are “My ideal”』                                   | 12月4日          | 埼玉           | 大宮ソニックシティ 大ホール                          |
| 2020年 | WINTER TOUR『You all are “My ideal”』                                   | 12月17日         | 神奈川         | カルッツかわさき                                     |
| 2020年 | WINTER TOUR『You all are “My ideal”』                                   | 12月19・20日     | 千葉           | 松戸 森のホール21                                    |
| 2021年 | WINTER TOUR『You all are “My ideal”』                                   | 1月16・17日      | 東京           | 日本武道館                                           |
| 2021年 | =LOVE 佐竹のん乃卒業コンサート 〜君のいる世界〜                         | 3月6日           | 埼玉           | さいたま市文化センター 大ホール                      |
| 2021年 | =LOVE 全国ツアー「全部、内緒。」                                        | 5月8日           | 茨城           | 結城市民文化センターアクロス 大ホール                |
| 2021年 | =LOVE 全国ツアー「全部、内緒。」                                        | 5月15日          | 福岡           | 福岡市民会館                                         |
| 2021年 | =LOVE 全国ツアー「全部、内緒。」                                        | 5月21日          | 埼玉           | さいたま市文化センター                               |
| 2021年 | =LOVE 全国ツアー「全部、内緒。」                                        | 5月23日          | 愛知           | 日本特殊陶業市民会館 フォレストホール                |
| 2021年 | =LOVE 全国ツアー「全部、内緒。」                                        | 5月29日          | 広島           | 広島上野学園ホール                                   |
| 2021年 | =LOVE 全国ツアー「全部、内緒。」                                        | 6月15日          | 栃木           | 栃木県総合文化センター                               |
| 2021年 | =LOVE 全国ツアー「全部、内緒。」                                        | 6月22日          | 東京           | 中野サンプラザ ホール                                |
| 2021年 | =LOVE 全国ツアー「全部、内緒。」                                        | 6月26日          | 福島           | とうほう・みんなの文化センター（福島県文化センター） |
| 2021年 | =LOVE 全国ツアー「全部、内緒。」                                        | 7月7日           | 神奈川         | 横浜アリーナ                                         |
| 2021年 | =LOVE 4th ANNIVERSARY PREMIUM CONCERT                                   | 9月20日          | 千葉           | 幕張メッセ イベントホール                            |
| 2022年 | =LOVE 全国ツアー2022 「どう考えても、君ってイコラブのこと好きじゃん」   | 4月3日           | 北海道         | 苫小牧市民会館                                       |
| 2022年 | =LOVE 全国ツアー2022 「どう考えても、君ってイコラブのこと好きじゃん」   | 4月8日           | 神奈川         | カルッツかわさき ホール                              |
| 2022年 | =LOVE 全国ツアー2022 「どう考えても、君ってイコラブのこと好きじゃん」   | 4月10日          | 山口           | 周南市文化会館                                       |
| 2022年 | =LOVE 全国ツアー2022 「どう考えても、君ってイコラブのこと好きじゃん」   | 4月16日          | 宮城           | 仙台サンプラザホール                                 |
| 2022年 | =LOVE 全国ツアー2022 「どう考えても、君ってイコラブのこと好きじゃん」   | 4月19日          | 大阪           | オリックス劇場                                       |
| 2022年 | =LOVE 全国ツアー2022 「どう考えても、君ってイコラブのこと好きじゃん」   | 4月22日          | 新潟           | 新潟テルサ                                           |
| 2022年 | =LOVE 全国ツアー2022 「どう考えても、君ってイコラブのこと好きじゃん」   | 4月30日          | 東京           | LINE CUBE SHIBUYA                                    |
| 2022年 | =LOVE 全国ツアー2022 「どう考えても、君ってイコラブのこと好きじゃん」   | 5月4日           | 愛知           | 名古屋国際会議場 センチュリーホール                  |
| 2022年 | =LOVE 全国ツアー2022 「どう考えても、君ってイコラブのこと好きじゃん」   | 5月14日          | 福岡           | 北九州ソレイユホール                                 |
| 2022年 | =LOVE 全国ツアー2022 「どう考えても、君ってイコラブのこと好きじゃん」   | 5月21日          | 沖縄           | 那覇文化芸術劇場なはーと 大劇場                      |
| 2022年 | =LOVE 5th ANNIVERSARY PREMIUM CONCERT                                   | 9月25日          | 東京           | 国立代々木競技場 第一体育館                          |
| 2023年 | 〜齊藤なぎさ卒業コンサート〜 現役アイドルちゅ〜 みんなのこと大好きだよ♡ | 1月13日          | 神奈川         | パシフィコ横浜 国立大ホール                          |
| 2023年 | =LOVE 全国ツアー2023「Today is your Trigger」                           | 1月28日          | 福岡           | 福岡市民会館                                         |
| 2023年 | =LOVE 全国ツアー2023「Today is your Trigger」                           | 2月4日           | 宮城           | 仙台サンプラザホール                                 |
| 2023年 | =LOVE 全国ツアー2023「Today is your Trigger」                           | 2月10日          | 大阪           | オリックス劇場                                       |
| 2023年 | =LOVE 全国ツアー2023「Today is your Trigger」                           | 2月12日          | 愛知           | 日本特殊陶業市民会館フォレストホール                 |
| 2023年 | =LOVE 全国ツアー2023「Today is your Trigger」                           | 3月2日           | 東京           | 日本武道館                                           |
| 2023年 | イコラブヨコハマ夏祭りPresented by Rakuten Optimism                     | 8月5日           | 神奈川         | パシフィコ横浜 国立大ホール                          |
| 2023年 | =LOVE 6th ANNIVERSARY PREMIUM CONCERT                                   | 10月18・19日     | 埼玉           | さいたまスーパーアリーナ                             |
| 2024年 | ＝LOVE アリーナツアー2024「Tell me what's more than "LOVE"」            | 2月3日           | 兵庫           | 神戸ワールド記念ホール                               |
| 2024年 | ＝LOVE アリーナツアー2024「Tell me what's more than "LOVE"」            | 3月2日           | 東京           | 武蔵野の森総合スポーツプラザ メインアリーナ          |
| 2024年 | ＝LOVE アリーナツアー2024「Tell me what's more than "LOVE"」            | 3月23日          | 愛知           | Aichi Sky Expo（愛知県国際展示場）                   |
| 2024年 | ＝LOVE アリーナツアー2024「Tell me what's more than "LOVE"」            | 4月13・14日      | 東京           | 有明アリーナ                                         |
| 2024年 | =LOVE 7th ANNIVERSARY PREMIUM CONCERT                                   | 9月7・8日        | 神奈川         | Kアリーナ横浜                                        |
| 2025年 | ＝LOVE ARENA TOUR 2025「～Timeless Tales～」                            | 2月2日           | 埼玉           | さいたまスーパーアリーナ                             |
| 2025年 | ＝LOVE ARENA TOUR 2025「～Timeless Tales～」                            | 2月22日・23日    | 千葉           | LaLa arena TOKYO-BAY                                 |
| 2025年 | ＝LOVE ARENA TOUR 2025「～Timeless Tales～」                            | 3月8日           | 愛知           | ドルフィンズアリーナ                                 |
| 2025年 | ＝LOVE ARENA TOUR 2025「～Timeless Tales～」                            | 4月12日          | 福岡           | マリンメッセ福岡 B館                                 |
| 2025年 | ＝LOVE ARENA TOUR 2025「～Timeless Tales～」                            | 5月5・6日        | 東京           | 国立代々木競技場 第一体育館                          |
| 2025年 | ＝LOVE ARENA TOUR 2025「～Timeless Tales～」追加公演                    | 7月12・13日      | 東京           | 有明アリーナ                                         |
| 2025年 | ＝LOVE 8th ANNIVERSARY PREMIUM TOUR                                     | 9月6・7日予定    | 広島           | 広島サンプラザホール                                 |
| 2025年 | ＝LOVE 8th ANNIVERSARY PREMIUM TOUR                                     | 9月27・28日予定  | 山梨           | 富士急ハイランド コニファーフォレスト                |
| 2025年 | ＝LOVE 8th ANNIVERSARY PREMIUM TOUR                                     | 10月3・4日予定   | 沖縄           | 沖縄コンベンションセンター（展示棟）                 |
| 2025年 | ＝LOVE 8th ANNIVERSARY PREMIUM TOUR                                     | 10月11・12日予定 | 宮城           | ゼビオアリーナ仙台                                   |
| 2025年 | ＝LOVE 8th ANNIVERSARY PREMIUM TOUR                                     | 11月1・2日予定   | 千葉           | LaLa arena TOKYO-BAY                                 |
| 2025年 | ＝LOVE 8th ANNIVERSARY PREMIUM TOUR                                     | 11月15・16日予定 | 愛知           | IGアリーナ                                           |
| 2025年 | ＝LOVE 8th ANNIVERSARY PREMIUM TOUR                                     | 11月22・23日予定 | 北海道         | 北海きたえーる                                       |
| 2025年 | ＝LOVE 8th ANNIVERSARY PREMIUM TOUR                                     | 12月23・24日予定 | 大阪           | 大阪城ホール                                         |

### 合同コンサート・イベント
| 年     | 公演名                                          | 出演グループ   | 開催日          | 都市   | 会場                                  |
| ------ | ----------------------------------------------- | -------------- | --------------- | ------ | ------------------------------------- |
| 2019年 | ＝LOVE ≠ME スペシャルコンサート『24 girls』     | =LOVE ≠ME      | 8⽉17⽇         | 東京   | 日比谷野外音楽堂                      |
| 2020年 | ＝LOVE ≠ME スペシャルコンサート『24girls 2020』 | =LOVE ≠ME      | 10月24日        | 神奈川 | ぴあアリーナMM                        |
| 2021年 | イコノイフェス 2021                             | =LOVE ≠ME      | 10月9日         | 山梨   | 富士急ハイランド コニファーフォレスト |
| 2022年 | イコノイジョイ 2022                             | =LOVE ≠ME ≒JOY | 7月3日          | 山梨   | 富士急ハイランド コニファーフォレスト |
| 2022年 | イコノイジョイ大運動会 2022                     | =LOVE ≠ME ≒JOY | 10月15日        | 千葉   | 幕張メッセ イベントホール             |
| 2023年 | イコノイジョイ 2023                             | =LOVE ≠ME ≒JOY | 7月29・30日     | 山梨   | 富士急ハイランド コニファーフォレスト |
| 2023年 | イコノイジョイ大感謝祭                          | =LOVE          | 9月13・14・18日 | 東京   | 品川プリンスホテル ステラボール       |
| 2024年 | イコノイジョイ 2024                             | =LOVE ≠ME ≒JOY | 9月28日         | 山梨   | 富士急ハイランド コニファーフォレスト |
| 2024年 | イコノイジョイ大感謝祭 2024                     | ＝LOVE         | 10月23日        | 東京   | TOKYO DOME CITY HALL                  |
| 2025年 | イコノイジョイ大感謝祭 2025                     | ＝LOVE         | 9月19日予定     | 東京   | シアターH                             |

## 出演

### テレビドラマ
- 幸色のワンルーム（2018年7月8日 - 9月23日、朝日放送テレビ）- 齊藤なぎさ・佐々木舞香[164]
- もしも、この気持ちを恋と呼ぶなら…。（2022年9月23日 、ABCテレビ）- 齊藤なぎさ、佐々木舞香、野口衣織、諸橋沙夏[165]

### バラエティ
現在のレギュラー番組
- キミは＝LOVEを愛せるか（フジテレビTWOsmart）
  - キミは＝LOVEを愛せるか!!!（2021年4月24日 - 、フジテレビTWOsmart / 2023年9月6日（5日深夜） - 、フジテレビ）[166][167]
- アイ=ラブ！げーみんぐ 〜○○さんがオンラインになりました〜（2022年10月8日 - 、テレビ朝日） - 齋藤樹愛羅、佐々木舞香、他メンバー2名（1名はスタジオゲスト、もう1名はナレーター）出演[168]
- イコノイジョイがやってやんよ!（2025年8月26日〈予定〉、日本テレビ）[169][92]

過去のレギュラー番組
- めざせ！プログラミングスター 〜プロスタ★キッズ大集合〜（2019年4月6日 - 2020年12月26日、BS日テレ）[170]
- キミは＝LOVEを愛せるか (フジテレビTWOsmart)
  - キミは＝LOVEを愛せるか!（2020年9月13日 - 11月21日、フジテレビTWOsmart）[171]
  - キミは＝LOVEを愛せるか!!（2020年12月19日 - 2021年3月15日、フジテレビTWOsmart）[172]
- 特命ぺこぱ〜ぺこぱ貸します〜（2020年11月16日 - 2022年8月29日、ひかりTV / dTVチャンネル） - ナレーション（メンバー1名が交代で出演）[173][174]
- イコノイ、どーですか?（2021年4月19日 - 9月28日、TBSテレビ）[175]
- =LOVExLOVE （2024年3月19日 - 4月23日 、日本テレビ） [176]
- MUSIC VERSE（2023年4月28日 - 2024年6月28日、日本テレビ） - 大谷映美里、大場花菜、齋藤樹愛羅、髙松瞳、野口衣織より3名が出演。

### テレビアニメ
- SNSポリス（2018年、TOKYO MX） - 野口衣織、諸橋沙夏[177]
- シャインポスト（2022年、日本テレビ） - 齋藤樹愛羅、野口衣織[178]
- クラスの大嫌いな女子と結婚することになった。（2024年、TOKYO MX他） - 齋藤樹愛羅、髙松瞳、野口衣織[179]

### 映画
- =LOVE Today is your Trigger THE MOVIE（2023年9月22日、エイベックス・ピクチャーズ）[73]
- ＝LOVE 7th ANNIVERSARY PREMIUM CONCERT THE MOVIE（2025年4月4日、エイベックス・フィルムレーベルズ）[90]

### 劇場アニメ
- 劇場版 はいからさんが通る　前編 〜紅緒、花の17歳〜（2017年）- 佐々木舞香、髙松瞳、瀧脇笙古[180]
- スターシップ・トゥルーパーズ レッドプラネット（英語版）（2017年）- 佐々木舞香、諸橋沙夏[181]
- サンタ・カンパニー〜クリスマスの秘密〜（2019年） - 佐々木舞香、野口衣織[182]

### 音楽特番
- CDTVライブ!ライブ!（TBSテレビ）
  - CDTVライブ!ライブ! 年越しスペシャル 2021→2022（2021年12月31日 - 2022年1月1日）[183]
  - CDTVライブ!ライブ! 年越しスペシャル 2022→2023（2022年12月31日 - 2023年1月1日）[184]
  - 「CDTVライブ!ライブ!」2時間スペシャル（2023年9月4日）[185]
  - CDTVライブ!ライブ! 年越しスペシャル 2023→2024（2023年12月31日 - 2024年1月1日）
  - 「CDTVライブ!ライブ!」2時間スペシャル（2024年3月11日）[186]
  - 「CDTVライブ!ライブ!」（2024年9月30日）[187]
  - CDTVライブ!ライブ! 年越しスペシャル 2024→2025（2024年12月31日 - 2025年1月1日）[188]
- テレ東音楽祭2022冬〜思わず歌いたくなる！最強ヒットソング100連発〜（2022年11月23日、テレビ東京）[189][190]
- 2022 FNS歌謡祭 第2夜（2022年12月14日、フジテレビ）[191][192]

### ラジオ
- ＝LOVEのイコラフ（2022年10月3日 - 、ニッポン放送）- 週替わりでメンバーが3名出演、毎週月曜日[193]
- ＝LOVEのオールナイトニッポン（ニッポン放送）
  - ＝LOVEのオールナイトニッポンX（2023年4月7日（6日深夜）） - 佐々木舞香、野口衣織、山本杏奈[194]
  - ＝LOVEのオールナイトニッポン0（2024年4月30日（29日深夜）） - 齋藤樹愛羅、佐々木舞香、髙松瞳[195]
  - ＝LOVEのオールナイトニッポン0（2025年3月16日（15日深夜）） - 大谷映美里、髙松瞳、野口衣織[196]
- #C-pla presents ＝LOVE 齋藤樹愛羅・≠ME櫻井もものしーぷらじお（2025年4月6日 - 、文化放送） - 齋藤樹愛羅と≠ME・櫻井ももがメインパーソナリティー。不定期ゲストとして=LOVE・≠ME・≒JOYメンバーが出演。毎週日曜日[197]

### ネット配信
現在のレギュラー番組
- イコラブ ノイミー ニアジョイ チャンネル（2020年8月11日 - 、YouTube）[198][注釈 26]
- =LOVE 山本杏奈の「教えて、花便り」（2023年4月13日 - 、SHOWROOM） - 山本杏奈と=LOVE・≠ME・≒JOYから1名がゲスト出演。毎週木曜日

過去のレギュラー番組
- イコラブ大特訓中!（2017年9月25日 - 2018年9月24日、SHOWROOM） - フルメンバー、隔週月曜日[200]
- =LOVEのきっと君だ!（2017年10月4日 - 2018年9月26日、FRESH!） - メンバー4名、毎週水曜日[201]
- イコラジ "RADIO=LOVE"（2017年10月7日 - 2021年3月27日、超!A&G+）- メンバー3人、毎週土曜日[202]
- 「=LOVE 佐々木舞香・野口衣織の推しをあつめて」（2021年4月3日 - 2022年3月26日[注釈 27]、超!A&G+）- 佐々木舞香、野口衣織[205]
- イコたいむ（2018年10月9日 - 2023年3月30日、SHOWROOM） - 週替わりでメンバーが2名出演、毎週木曜日[注釈 28] ※2023年4月より「=LOVE 山本杏奈の『教えて、花便り』」にリニューアル。

### ゲーム
- ステーションメモリーズ!（2017年 - 2020年）[206][注釈 29]
- ヴァイタルギア（2017年） - 齊藤なぎさ、佐々木舞香
- ガールズビートステージ♪（2018年）[注釈 30]
- モンスターコレクト（2019年）
- ゆめいろファンタジー ラテール（2019年） - 齋藤樹愛羅、佐々木舞香、髙松瞳、野口衣織
- けものフレンズ3（2020年） - 大谷映美里、佐々木舞香、野口衣織
- IKONOIJOY Puzzle（2023年）
- メテオアリーナ（2024年） - 齋藤樹愛羅、佐々木舞香[207]

### 舞台
- あにてれ×=LOVE ステージプロジェクト「けものフレンズ」（2018年2月15日 - 18日、AiiA 2.5 Theater Tokyo）[14][注釈 31]
- ガールフレンド（仮）（2018年7月16日 - 22日、品川プリンスホテル クラブeX）

### 広告・その他
- はなまるうどん「美と健康プロジェクト」アンバサダー（2018年1月11日 - ）[208]
- 「だって、大分LOVE」（アミュプラザおおいた）キャンペーンキャラクター（2018年3月 - ）[209]
- 常陽銀行 イメージキャラクター（2020年）[210]
- 絶叫学級 ボイスドラマ（2020年） - 齋藤樹愛羅、佐々木舞香、野口衣織[211]
- 『アストラ・テイル〜愛と絆の物語〜』 イメージキャラクター[212]
- 国税庁「e-Tax（国税電子申告・納税システム）」PR動画[213]
- エースコック「スープはるさめ」コラボキャンペーン
  - 第一弾（2023年5月1日 - 31日）[214]
  - 第二弾（2024年5月1日 - 6月30日）[215]
- ひざつき製菓とのコラボレーション商品「しみわたるえびせん 過去最上キュンレモン味」（2023年）[216]
- ジルスチュアート ビューティー × シナモロール × =LOVE コラボキャンペーン（2023年8月25日 - 9月7日）[217]
- 株式会社明治「明治ミルクチョコレートCUBIEハロウィン」・「ゴーストアソートハロウィン」店頭POP（2023年8月21日より順次）[218]
- =LOVE × ドン・キホーテコラボ KATEキャンペーン（2023年11月10日 - 12月10日）[219]
- 株式会社明治「明治エッセルスーパーカップ」コラボキャンペーン（2024年7月8日 - 8月30日）[220][221]
- 「ululis」の「Water in Matomake」とのタイアップ （2024年）[222]
- 株式会社イオンファンタジーが運営する「モーリーファンタジー」「PALO」「モーリーオンライン」限定プライズ商品「ぬいぐるみ 6周年衣装」 「パペット Want you！Want you！」（2024年）[223]
- ロート製薬 ロートリセ×=LOVE「ときめくアイドルアイムービー」（2024年）[224]

## 書籍
- =LOVE カレンダーブック2021.4〜2022.3（2021年3月17日、集英社）[225]ISBN 978-4081023257
- S Cawaii! 特別編集「＝LOVE　FASHION＆BEAUTY BOOK」（2021年9月15日、主婦の友インフォス）[226]ISBN 978-4074477067
- =LOVE 5th Anniversary BOOK「STORYs」（2022年9月6日、集英社）ISBN 978-4087900897
- 「=LOVE衣装本 ときめきを纏って」（2023年12月14日、主婦と生活社）ISBN 978-4-391-64456-2